# Саламиш аль-Аділь
Аль-Малік аль-Аділь Бадруддін Саламиш (араб. الملك العادل بدر الدين سلامش; тур. Sülemiş; 1272–1291) — мамелюкський султан Єгипту з династії Бахрітів.

## Життєпис
Народився 1272 року в Каїрі. Був сином Бейбарса I.
Після смерті султана Бейбарса до влади прийшов його син Саїд Берке. Навесні 1279 року останній відрядив у похід проти Кілікійської Вірменії двох найвпливовіших емірів Калауна й Байсарі. Тим часом Кундук, який виявляв прагнення до самостійності та був усунутий від посади наїба, почав з емірами перемовини. Берке-хан вирушив до Дамаска, а війська Калауна, потай виступивши з Кілікії та пройшовши повз Дамаск, поспіхом прибули до Каїра, де разом з Кундуком і значною кількістю емірів і мамелюків підбурили заколот проти султана.
Саїд Берке поспішив до Каїра, де зміг сховатись у Цитаделі. Утім фортецю було оточено, і найкраще, чого вдалось домогтись в результаті перемовин матері султана — в обмін на зречення він отримав фортецю Карак як напівнезалежне володіння. Зречення відбулось у серпні 1279 року. На престол був зведений семирічний брат Берке-хана Саламиш під опікою Калауна. За кілька місяців останній усунув від влади Саламиша, а сам узяв титул султана.
Колишнього султана було відправлено до Константинополя, де той помер у 1291 році.